# Шефф, Уилл
Уилл Шефф (англ. Will Robinson Sheff, родился 7 июля 1976 в Нью-Гэмпшире) — ведущий вокалист техасской инди-группы Okkervil River (1998-по наши дни), а также один из основателей и авторов песен (параллельно с основателем группы Okkervil River Джонатаном Мэйбургом) для Shearwater (с 2001 года), другой остинской группы. Помимо этого Шефф пишет и исполняет многие песни в качестве сольного певца, но он не выпустил ни одного сольного альбома. Кроме того, он не менее хорошо играет на гитаре, пианино, банджо и губной гармошке.
Также Шефф — известный рок-критик, писал статьи для сайта Audiogalaxy
Он работал совместно с The Mendoza Line на «Aspect of an Old Maid»и с Пелекси Трекс. В настоящее время он помогает в продюсировании дебютного альбома группы Bird of Youth.

## Личная жизнь
В колледже Уилл Шефф хотел стать кинорежиссёром. Он встречается с одной из участниц группы Bird of Youth.